# Церква Стрітення Господнього (Базківська)
Церква Стрітення Господнього (рос. Церковь Сретения Господня) — православний храм Шахтинської і Миллеровской єпархії, Верхнедонское благочиння, що знаходиться в станиці Базковской Шолоховського району Ростовської області.

## Історія
Перший Стрітенський храм був побудований в 1907 році в центрі станиці, був він дерев'яний і мав три престоли: головний приділ — на честь Стрітення Господнього, два крайніх — на честь Святителя Миколая і Преподобного Серафима Саровського.
Переживши Жовтневу революцію і Громадянську війну (тут жили прототипи героїв «Тихого Дону» Григорій Мелехов і Ксенія), церква ще працювала у Велику Вітчизняну війну. У 1950-х роках вона була закрита і переобладнано під клуб. У 1961 році храм згорів; поруч з попелищем був побудований кам'яний клуб, встановлено пам'ятник Леніну і трибуна для мітингів.
У 1992 році, після розпаду СРСР, в станиці Базковской станиці знову утворився Прихід православних християн. У п'ятистах метрах від колишнього місця дерев'яного храму в приміщенні дитячого садка було облаштовано приміщення під молитовний будинок, де почалися відбуватися церковні служби. У серпні 1996 року архієпископ Ростовський і Новочеркаський Пантелеїмон благословив будівництво нового кам'яного двох-престольного храму: головний – Стрітення Господнього, а на цокольному поверсі — Серафима Саровського і Святителя Миколи. Проект храму був замовлений в Ростові-на-Дону, його авторами стали архітектори Сулименко С.Д. і Піщуліна Ст. Ст. Освячення храму Стрітення Господнього відбулося 24 жовтня 2010 року архієпископом Пантелеімоном.
Нова церква будувалася в двохстах метрах від старої. Перед початком будівництва в Базковскую приїхав Губернатор Ростовської області Чуба В. Ф. — в станиці жила його мати. На сході станичников губернатор оголосив про пожертвування на будівництво храму 20 мільйонів рублів від імені Ростовської адміністрації.
Свято-Стрітенський храм має вигляд Грецького рівностороннього хреста зі сторонами 17 на 17 метрів з прилеглою дзвіницею без трапезній частині. Висота від землі до купольного яблука також становить 17 метрів. 
Настоятелем храму в даний час є протоієрей Валерій Харитонов.